# Tivyna pallida
Tivyna pallida är en spindelart som först beskrevs av Eugen von Keyserling 1887.  Tivyna pallida ingår i släktet Tivyna och familjen kardarspindlar. Inga underarter finns listade i Catalogue of Life.